# Rallye Chile 2024
Die 3. Rallye Chile war der 11. Lauf zur FIA-Rallye-Weltmeisterschaft 2024. Sie dauerte vom 26. bis zum 29. September 2024. Insgesamt wurden 16 Wertungsprüfungen auf Schotter gefahren.

## Bericht
Mit dem vierten Platz in Chile hatte Thierry Neuville (Hyundai) einen weiteren Stein gelegt zu seinem ersten Weltmeisterschaftsgewinn. Sein Kontrahent Sébastien Ogier (Toyota) hatte erst einen Reifenschaden und am Samstag fiel er wegen eines Aufhängungsschadens ganz aus. Vorne kämpften Ott Tänak (Hyundai) und Elfyn Evans (Toyota) um die Spitze. Tänak musste seinen zweiten Rang an Kalle Rovanperä abgeben und nach dem Evans Zeit verlor wegen schlechter Sicht bei starkem Nebel, sicherte sich Rovanperä den Sieg. In der Fahrerwertung führte nach der Rallye weiterhin Neuville mit 29 Punkten Vorsprung auf Tänak und 41 Punkten auf Ogier.

## Meldeliste
| Nr.                  | Fahrer               | Co-Pilot                   | Auto                   |
| -------------------- | -------------------- | -------------------------- | ---------------------- |
| WRC-Klasse (Rally1)  |                      |                            |                        |
| 4                    | Esapekka Lappi       | Janne Ferm                 | Hyundai i20 N Rally1   |
| 5                    | Sami Pajari          | Enni Mälkönen              | Toyota GR Yaris Rally1 |
| 8                    | Ott Tänak            | Martin Järveoja            | Hyundai i20 N Rally1   |
| 11                   | Thierry Neuville     | Martijn Wydaeghe           | Hyundai i20 N Rally1   |
| 13                   | Grégoire Munster     | Louis Louka                | Ford Puma Rally1       |
| 16                   | Adrien Fourmaux      | Alexandre Coria            | Ford Puma Rally1       |
| 17                   | Sébastien Ogier      | Vincent Landais            | Toyota GR Yaris Rally1 |
| 22                   | Mārtiņš Sesks        | Renārs Francis             | Ford Puma Rally1       |
| 33                   | Elfyn Evans          | Scott Martin               | Toyota GR Yaris Rally1 |
| 69                   | Kalle Rovanperä      | Jonne Halttunen            | Toyota GR Yaris Rally1 |
| WRC2-Klasse (Rally2) |                      |                            |                        |
| Nr.                  | Fahrer               | Co-Pilot                   | Auto                   |
| 20                   | Oliver Solberg       | Elliott Edmondson          | Škoda Fabia RS Rally2  |
| 21                   | Yohan Rossel         | Florian Barral             | Citroën C3 Rally2      |
| 24                   | Jan Solans           | Rodrigo Sanjuan de Eusebio | Toyota GR Yaris Rally2 |
| 25                   | Gus Greensmith       | Jonas Andersson            | Škoda Fabia RS Rally2  |
| 26                   | Kajetan Kajetanowicz | Maciej Szczepaniak         | Škoda Fabia RS Rally2  |
| 27                   | Fabrizio Zaldivar    | Marcelo Der Ohannesian     | Škoda Fabia RS Rally2  |
| 28                   | Pierre-Louis Loubet  | Loris Pascaud              | Škoda Fabia RS Rally2  |

Anmerkung: Insgesamt haben sich 42 Fahrzeuge in verschiedenen Klassen eingeschrieben.

## Klassifikationen

### WRC Rally1
| Position     | Position     | Nr. | Fahrer           | Co-Pilot         | Auto                   | Zeit      | Rückstand | WM-Punkte | WM-Punkte | WM-Punkte  | WM-Punkte |
| Gesamt       | Rally        | Nr. | Fahrer           | Co-Pilot         | Auto                   | Zeit      | Rückstand | Samstag   | Sonntag   | Powerstage | Total     |
| ------------ | ------------ | --- | ---------------- | ---------------- | ---------------------- | --------- | --------- | --------- | --------- | ---------- | --------- |
| 1            | 1            | 69  | Kalle Rovanperä  | Jonne Halttunen  | Toyota GR Yaris Rally1 | 2:58:59.8 |           | 18        | 6         | 4          | 28        |
| 2            | 2            | 33  | Elfyn Evans      | Scott Martin     | Toyota GR Yaris Rally1 | 2:59:23.2 | 00:23.4   | 15        | 5         | 1          | 21        |
| 3            | 3            | 8   | Ott Tänak        | Martin Järveoja  | Hyundai i20 N Rally1   | 2:59:43.7 | 00:43.9   | 13        | 4         | 3          | 20        |
| 4            | 4            | 11  | Thierry Neuville | Martijn Wydaeghe | Hyundai i20 N Rally1   | 3:00:00.9 | 01:01.1   | 10        | 3         | 2          | 15        |
| 5            | 5            | 16  | Adrien Fourmaux  | Alexandre Coria  | Ford Puma Rally1       | 3:01:02.5 | 02:02.7   | 8         | 2         | 0          | 10        |
| 6            | 6            | 5   | Sami Pajari      | Enni Mälkönen    | Toyota GR Yaris Rally1 | 3:01:39.5 | 02:39.7   | 6         | 1         | 0          | 7         |
| 7            | 7            | 13  | Grégoire Munster | Louis Louka      | Ford Puma Rally1       | 3:01:47.5 | 02:47.7   | 4         | 0         | 0          | 4         |
| 24           | 8            | 22  | Mārtiņš Sesks    | Renārs Francis   | Ford Puma Rally1       | 3:37:54.5 | 38:54.7   | 0         | 0         | 0          | 0         |
| 36           | 9            | 17  | Sébastien Ogier  | Vincent Landais  | Toyota GR Yaris Rally1 | 4:26:02.9 | 1:27:03.1 | 0         | 7         | 5          | 12        |
| Ausfall WP16 | Ausfall WP16 | 4   | Esapekka Lappi   | Janne Ferm       | Hyundai i20 N Rally1   | Kühlung   | Kühlung   | 0         | 0         | 0          | 0         |
| DNS          | DNS          | 18  | Takamoto Katsuta | Aaron Johnston   | Toyota GR Yaris Rally1 |           |           | 0         | 0         | 0          | 0         |

Anmerkung: Insgesamt haben sich 37 Fahrzeuge von 42 gestarteten klassiert.

## Wertungsprüfungen
Zeitzone UTC−4
| Datum     | Start LT      | Nr.       | WP                      | Länge     | Gewinner                                                                              | Zeit                                    | Leader          |
| --------- | ------------- | --------- | ----------------------- | --------- | ------------------------------------------------------------------------------------- | --------------------------------------- | --------------- |
| 26. Sept. | 08:31         | —         | Conuco (Shakedown)      | 6,79 km   | Esapekka Lappi                                                                        | 03:14.8                                 |                 |
| 27. Sept. | 08:35         | WP1       | Pulperia 1              | 19,72 km  | Sébastien Ogier                                                                       | 09:59.1                                 | Sébastien Ogier |
| 27. Sept. | 09:30         | WP2       | Rere 1                  | 13,34 km  | Elfyn Evans                                                                           | 06:44.4                                 | Sébastien Ogier |
| 27. Sept. | 10:21         | WP3       | San Rosendo 1           | 23,32 km  | Kalle Rovanperä                                                                       | 12:20.5                                 | Elfyn Evans     |
| 27. Sept. | 13:11 – 13:41 | Service A | Service A               | Service A | Service A                                                                             | Service A                               | Elfyn Evans     |
| 27. Sept. | 14:46         | WP4       | Pulperia 2              | 19,72 km  | Sébastien Ogier                                                                       | 09:52.3                                 | Elfyn Evans     |
| 27. Sept. | 15:41         | WP5       | Rere 2                  | 13,34 km  | Sébastien Ogier                                                                       | 06:35.9                                 | Elfyn Evans     |
| 27. Sept. | 16:32         | WP6       | San Rosendo 2           | 23,32 km  | Adrien Fourmaux                                                                       | 12:05.4                                 | Elfyn Evans     |
| 27. Sept. | 13:41 – 14:26 | Service B | Service B               | Service B | Service B                                                                             | Service B                               | Elfyn Evans     |
| 28. Sept. | 09:07         | WP7       | Pelun 1                 | 15,65 km  | Elfyn Evans                                                                           | 10:35.0                                 | Elfyn Evans     |
| 28. Sept. | 10:01         | WP8       | Lota 1                  | 25,64 km  | Kalle Rovanperä                                                                       | 15:23.8                                 | Elfyn Evans     |
| 28. Sept. | 11:05         | WP9       | Maria las Cruces 1      | 28,31 km  | Elfyn Evans                                                                           | 17:04.3                                 | Elfyn Evans     |
| 28. Sept. | 13:37 – 14:07 | Service C | Service C               | Service C | Service C                                                                             | Service C                               | Elfyn Evans     |
| 28. Sept. | 15:07         | WP10      | Pelun 2                 | 15,65 km  | Elfyn Evans                                                                           | 10:23.8                                 | Elfyn Evans     |
| 28. Sept. | 16:01         | WP11      | Lota 2                  | 25,64 km  | Thierry Neuville                                                                      | 15:57.1                                 | Kalle Rovanperä |
| 28. Sept. | 17:05         | WP12      | Maria las Cruces 2      | 28,31 km  | Adrien Fourmaux                                                                       | 17:17.3                                 | Kalle Rovanperä |
| 28. Sept. | 19:10 – 19:55 | Service D | Service D               | Service D | Service D                                                                             | Service D                               | Kalle Rovanperä |
| 29. Sept. | 08:23         | WP13      | Laraquete 1             | 18,62 km  | Sébastien Ogier                                                                       | 12:12.8                                 | Kalle Rovanperä |
| 29. Sept. | 09:35         | WP14      | Bio Bio 1               | 8,78 km   | Sébastien Ogier                                                                       | 04:46.7                                 | Kalle Rovanperä |
| 29. Sept. | 10:35         | WP15      | Laraquete 2             | 18,63 km  | Sébastien Ogier                                                                       | 12:08.6                                 | Kalle Rovanperä |
| 29. Sept. | 13:15         | WP16      | Bio Bio 2 (Power Stage) | 8,78 km   | 1. Sébastien Ogier 2. Kalle Rovanperä 3. Ott Tänak 4. Thierry Neuville 5. Elfyn Evans | 04:29.2 04:29.3 04:31.8 04:33.0 04:33.2 | Kalle Rovanperä |